# Forsythe Championship Racing
Forsythe Championship Racing foi uma equipe da extinta CART/Champ Car World Series, comandada por Gerald Forsythe.

## História

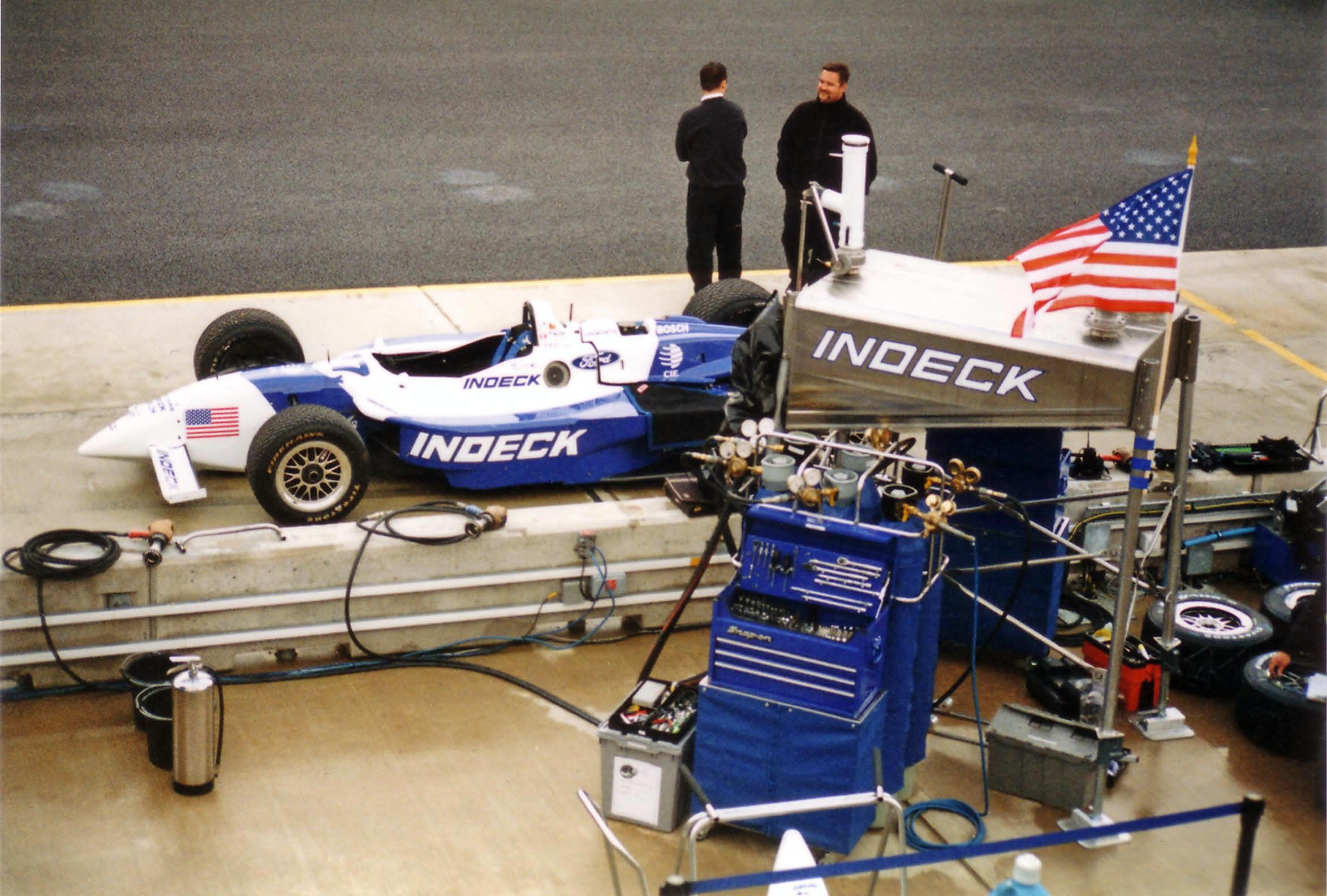
Carro da Forsythe em 2001.

Estreou na categoria em 1982, competindo nas 1982, tendo como pilotos o norte-americano Danny Sullivan e o mexicano Héctor Rebaque. Sua primeira temporada completa foi em 1983, com o italiano Teo Fabi.
Foi na mesma Forsythe que Al Unser, Jr., bicampeão da CART em 1990 e 1994, iniciou sua carreira que durou 17 temporadas na CART. Outros pilotos famosos pilotaram carros da equipe, como os canadenses Paul Tracy, Patrick Carpentier, Alex Tagliani, Jacques Villeneuve e Greg Moore, os norte-americanos Bryan Herta (em associação com a Zakspeed, em 2001), A.J. Allmendinger e Kevin Cogan, o mexicano Mario Domínguez e o brasileiro Tony Kanaan (em associação com a Tasman, em 1999). A equipe conquistou dois títulos de pilotos, com Villeneuve (1995, em associação com a Green) e Tracy, em 2003.
Nas 27 temporadas em que participou, uma característica da equipe foi o patrocínio dos cigarros Player's, que apoiaram a Forsythe até 2002. Em 2008, o time muda de nome para Forsythe/Pettit Racing após fundir-se com a RuSPORT, equipe de Dan Pettit. Com a fusão entre Champ Car e Indy Racing League no mesmo ano, especulava-se que migrariam para a categoria reunificada, mas Gerald Forsythe recusou e interrompeu as atividades da equipe.
Em julho, a Forsythe anunciou que disputaria a Firestone Indy Lights Series no ano seguinte, e chegou a pensar em ingressar na IndyCar e na American Le Mans Series, segundo o chefe de equipe Ken Swick. Entretanto, Gerald Forsythe garantiu que não pretendia competir em nenhuma categoria em 2009.

## Pilotos
| Temporada | Nome                         | Chassis | Motor    | Pneus       | Pilotos                                                                | Classificação |
| --------- | ---------------------------- | ------- | -------- | ----------- | ---------------------------------------------------------------------- | ------------- |
| 2008      | Forsythe-Pettit Racing       | Panoz   | Cosworth | Bridgestone | Paul Tracy                                                             |               |
| 2007      | Forsythe Racing              | Panoz   | Cosworth | Bridgestone | Paul Tracy Oriol Servia Mario Dominguez David Martinez                 |               |
| 2006      | Forsythe Racing              | Lola    | Cosworth | Bridgestone | Paul Tracy A.J. Allmendinger Mario Dominguez David Martinez Buddy Rice |               |
| 2005      | Forsythe Racing              | Lola    | Cosworth | Bridgestone | Paul Tracy Mario Dominguez                                             |               |
| 2004      | Forsythe Racing              | Lola    | Cosworth | Bridgestone | Paul Tracy Patrick Carpentier Rodolfo Lavín                            |               |
| 2003      | Forsythe Racing              | Lola    | Cosworth | Bridgestone | Paul Tracy Patrick Carpentier                                          |               |
| 2002      | Team Player's Forsythe       | Lola    | Ford     | Bridgestone | Patrick Carpentier Alex Tagliani                                       |               |
| 2001      | Team Player's Forsythe       | Reynard | Ford     | Firestone   | Patrick Carpentier Alex Tagliani Bryan Herta2                          |               |
| 2000      | Team Player's Forsythe       | Reynard | Ford     | Firestone   | Patrick Carpentier Alex Tagliani Memo Gidley Bryan Herta               |               |
| 1999      | Team Player's Forsythe       | Reynard | Ford     | Firestone   | Greg Moore Patrick Carpentier Tony Kanaan1                             |               |
| 1998      | Team Player's Forsythe       | Reynard | Mercedes | Firestone   | Greg Moore Patrick Carpentier                                          |               |
| 1997      | Team Player's Forsythe       | Reynard | Mercedes | Firestone   | Greg Moore                                                             |               |
| 1996      | Team Player's Forsythe       | Reynard | Mercedes | Goodyear    | Greg Moore                                                             |               |
| 1995      | Forsythe Racing              | Reynard | Ford     | Goodyear    | Teo Fabi                                                               |               |
| 1994      | Team Player's Forsythe/Green | Reynard | Ford     | Goodyear    | Jacques Villeneuve                                                     |               |
| 1993      | Team Player's Forsythe/Green | Lola    | Ford     | Goodyear    | Claude Bourbonnais                                                     |               |

- Nota:1 Tony Kanaan pilotou um carro #44 em associação com a Tasman.
- Nota:2 Bryan Herta pilotou um carro #77 em associação com a Zakspeed.

## Pilotos que fizeram parte da Forsythe
- A.J. Allmendinger (2006)
- Patrick Carpentier (1998-2004)
- Kevin Cogan (1984)
- Mario Dominguez (2005-2006,2007)
- Corrado Fabi (1984)
- Teo Fabi (1983-1984, 1995)
- - Memo Gidley (2000)
- Bryan Herta (2000-2001)
- Howdy Holmes (1985)
- Tony Kanaan (1999)
- Rodolfo Lavin (2004)
- David Martínez (2006-2008)
- Greg Moore (1996-1999)
- Jan Lammers (1985)
- John Paul Jr. (1985)
- Héctor Rebaque (1982)
- Buddy Rice (2006)
- Danny Sullivan (1982)
- Alex Tagliani (2000-2002)
- Paul Tracy (2003-2008)
- Al Unser, Jr. (1982)
- Jacques Villeneuve (1994-1995)